# 森特維爾 (阿肯色州傑克遜縣)
森特維爾（英語：Centerville）是位於美國阿肯色州傑克遜縣的一個非建制地區。該地的面積和人口皆未知。

## 地理
森特維爾的座標為35°48′42″N 91°13′20″W / 35.81167°N 91.22222°W，而該地的平均海拔高度為77米（即253英尺）。